# Kalabancoro
Kalabancoro är en ort och kommun i västra Mali, och är belägen i den administrativa kretsen Kati i regionen Koulikoro. Centralorten har cirka 100 000 invånare. Kommunen täcker Bamakos södra förortsområden och är med sina nästan 190 000 invånare numera Malis tredje folkrikaste kommun. Kommunen växer mycket snabbt och från att ha 35 582 invånare vid folkräkningen 1998 ökade folkmängden till 161 882 invånare vid folkräkningen 2009. Den internationella flygplatsen Bamako-Sénou ligger i närheten. Nigerfloden utgör kommunens västra gräns. 

## Administrativ indelning
Kommunen är indelad i tolv byar (villages):
- Diatoula
- Gouana
- Kabala
- Kalabancoro
- Kourale
- Missala
- N'Golobougou
- Niamana
- N'Tabakoro
- Sabalibougou
- Siracoro Meguetana
- Tiebani